# Ринит
Ринит (на латински: Rhinitis) се нарича възпаление на лигавицата на носа и носната кухина. Причините за възникването и развитието му могат да бъдат от различно естество – бактерии, вируси, преохлаждане, силна замърсеност и запрашеност на въздуха и други. Ринитът представлява симптом на заболявания като грип, шарка, дифтерия и др. Различават се остра и хронична форма на проявление. Хремата се лекува доста трудно.

## Класификация
В зависимост от патогенезата ринитът се класифицира като: инфекциозен, алергичен и невровегетативен.
- Инфекциозен ринит – проявява се вследствие на въздействие върху дихателните пътища от различни бактерии, вируси и гъби.
- Алергичен ринит – проявява се като следствие на алергична сенсибилизация на организма от страна на различни по произход фактори.
- Невровегетативен ринит – проявява се при въздействие на организма от неспецифични отключващи фактори като мръсен въздух, силна миризма и други.